# Sienska stolnica
Sienska stolnica (italijansko: Duomo di Siena) je srednjeveška cerkev v Sieni v Italiji, ki je bila od najzgodnejših časov posvečena kot rimokatoliška marijanska cerkev in je danes posvečena Marijinemu vnebovzetju.
Bila je škofovski sedež Sienske škofije, od 15. stoletja pa Nadškofije Siena. Zdaj je sedež nadškofije Siena-Colle di Val d'Elsa-Montalcino.
Stolnica je bila zasnovana in dokončana med letoma 1215 in 1263 na mestu zgodnejše zgradbe. Ima obliko latinskega križa z rahlo štrlečim transeptom, kupolo in zvonikom. Kupola se dviga iz šesterokotne osnove s podpornimi stebri. Dokončana je bila leta 1264. Lanterno na vrhu kupole je dodal Gian Lorenzo Bernini. Zvonik ima šest zvonov, pri čemer je bil najstarejši ulit leta 1149. Glavna ladja je od obeh stranskih ločena s polkrožnimi oboki. Zunanjost in notranjost sta zgrajeni iz belega in zelenkasto-črnega marmorja v izmeničnih črtah, z dodatkom rdečega kamna na fasadi. Črna in bela sta simbolični barvi Siene, ki sta etiološko povezani s črno-belimi konji v legendarnih ustanoviteljev mesta, Senija in Ashija. Obstaja petintrideset kipov prerokov in patriarhov, združenih okoli Device. V stolnici so delali najboljši italijanski umetniki tiste dobe. Ti umetniki so bili Nicola in Giovanni Pisano, Donatello, Pinturicchio, Lorenzo Ghiberti in Bernini.

## Zgodnja zgodovina
Izvor prve strukture je nejasen in zavit v legendo. Na sedanji lokaciji je bila cerkev iz 9. stoletja s škofovsko palačo. Decembra 1058 je bila v tej cerkvi sinoda, ki je povzročila izvolitev papeža Nikolaja II. in odpoklic protipapeža Benedikta X.
Leta 1196 je bil stolnicni ceh zidarjev Opera di Santa Maria zadolžen za gradnjo nove stolnice. Začela so se dela s transeptom sever – jug in kasneje je bilo načrtovano dodati glavno, večje telo stolnice, vendar ta širitev ni bila nikoli izvedena.
Do leta 1215 so bile v novi cerkvi že dnevne maše. Obstajajo zapisi od leta 1226 naprej o prevozu črno-belega marmorja, verjetno za gradnjo fasade in zvonika. Oboki in transept so bili zgrajeni v letih 1259–1260. Leta 1259 sta Manuello di Ranieri in njegov sin Parri izrezljala nekaj lesenih kornih klopi, ki so bile zamenjane približno 100 let kasneje in so zdaj izginile. Leta 1264 je bil Rosso Padellaio plačan za bakreno kroglo na vrhu kupole.
Drugi masivni dodatek glavnega dela stolnice je bil načrtovan leta 1339. S povsem novo ladjo in dvema prehodoma, pravokotno na obstoječo ladjo in središčem na velikem oltarju, bi se struktura več kot podvojila. Gradnja se je začela pod vodstvom Giovannija di Agostina, bolj znanega kot kiparja. Gradnjo je leta 1348 ustavila črna smrt. Osnovne napake pri gradnji so bile že takrat očitne in dela niso nikoli nadaljevali. Zunanje stene, ostanki tega prizidka, so zdaj vidne južno od stolnice. Tla nedokončane ladje zdaj služijo kot parkirišče in muzej in čeprav nedokončani, ostanki pričajo o sienski moči, ambicijah in umetniških dosežkih. Po enem od zidov se lahko povzpnemo po ozkih stopnicah za visok pogled na mesto.
Pod korom stolnice so v letih 1999–2003 našli in izkopali narteks s pomembnimi freskami iz poznega 13. stoletja (verjetno okoli 1280). Freske prikazujejo prizore iz Stare zaveze in Kristusovega življenja. To je bil del vhoda prejšnje cerkve. Ko pa je bila zgrajena krstilnica, je bila ta cerkev napolnjena z ruševinami. Narteks je zdaj odprt za javnost.
Zvonik ima šest zvonov, najstarejši je bil odlit leta 1149.

## Fasada
Fasada stolnice v Sieni je ena najfascinantnejših v vsej Italiji in zagotovo ena najbolj impresivnih lastnosti v Sieni. Vsaka od glavnih točk (zahod, vzhod, sever in jug) ima svoje ločeno delo; daleč najbolj impresivna je zahodna fasada s tremi portali; nad osrednjim je bronasto sonce.
Zahodna fasada, zgrajena v dveh stopnjah, združuje elemente francoske gotike, toskanske romanske arhitekture in klasične arhitekture, je čudovit primer sienske izdelave. Dela na spodnjem delu so se začela okoli leta 1284. Zgrajena iz barvnega marmorja, je delo nadzoroval Giovanni Pisano, na katerega je na fasado in prižnico vplival njegov oče Nicola Pisano.
Spodnji del fasade je zasnovan po prvotnih načrtih Giovannija. Zgrajen v toskanskem romanskem slogu, poudarja vodoravno enotnost območja okoli portalov na račun navpičnih predelnih odsekov. Trije portali, ki jih presegajo lunete, temeljijo na originalnih zasnovah Giovannija Pisana, prav tako velik del skulptur, ki obkrožajo vhode. Območja okrog in nad vrati, pa tudi stebri med portali, so bogato okrašeni z zvitki akanta, alegoričnimi figurami in biblijskimi prizori.
Giovanni Pisano je lahko nadzoroval delo do približno leta 1296, ko je nenadoma zapustil Sieno, domnevno zaradi ustvarjalnih razlik s cehom Opera del Duomo , skupino, ki je nadzorovala gradnjo in vzdrževanje stolnice v Sieni. Pisanova dela na spodnji fasadi so se nadaljevala pod vodstvom Camaina di Crescentina, vendar so bili prvotni načrti spremenjeni. Mednje je spadal dvig fasade zaradi dviga cerkvene ladje in postavitev večjega okna rozete po zasnovi Duccia di Buoninsegne po naročilu mesta Siena. Dela na zahodni fasadi so se nenadoma končala leta 1317, ko je Opera del Duomo preusmerila vsa prizadevanja na vzhodno fasado.
Razpravlja se o tem, kdaj so bila končana dela na zgornjem delu fasade. Večina strokovnjakov se strinja, da so bila končana nekje med letoma 1360 in 1370. Še naprej so uporabljali Pisanove načrte za fasado z nekaterimi prilagoditvami pod vodstvom Giovannija di Cecca. Di Cecco je raje izpopolnil modele, ki jih je najverjetneje navdihnila stolnica v Orvietu.
Spremembe so bile verjetno potrebne za prilagoditev dvignjene ladje in di Ceccov bolj dodelan oblikovalski načrt, na katerega je močno vplivala francoska gotska arhitektura, je povzročilo očitno delitev zgornjega dela stolnice. Najbolj opazno se fiale zgornjega dela ne nadaljujejo od stebrov ob boku osrednjega portala, kot bi to običajno storili v takšnih stolnicah. Namesto tega se znatno izravnajo, kar povzroči vertikalno diskontinuiteto, ki je v takratnih stolnicah redka, saj lahko privede do strukturne šibkosti. Da bi se prilagodili temu neravnovesju, so stolpe na vsaki strani stolnice odprli z dodajanjem oken in tako zmanjšali težo, ki so jo potrebovali za podporo. Zgornji del ima tudi težko gotsko dekoracijo, kar je izrazit kontrast preprosti geometrijski zasnovi, skupni toskanski romanski arhitekturi.
Medtem ko je večino skulptur, ki krasijo spodnjo stopnjo razkošne fasade, izklesal Giovanni Pisano in asistent, in prikazujejo preroke, filozofe in apostole, bolj gotski kip krasi zgornji del - vključno s polovičnimi kipi patriarhov v nišah okoli rozete - so dela poznejših, neznanih kiparjev. Skoraj vsi kipi, ki danes krasijo stolnico, so kopije. Izvirniki se hranijo v kripti kipov v Museo dell'Opera del Duomo.
Trije veliki mozaiki na zatrepih fasade so bili izdelani v Benetkah leta 1878. Veliki osrednji mozaik, Kronanje Device Marije, je delo Luigija Mussinija. Manjše mozaike na obeh straneh, Jezusovo rojstvo in Marijino predstavitev v templju, je izdelal Alessandro Franchi.
Bronasta osrednja vrata so bila dodana nedavno in so nadomestila prvotna lesena. Velika vrata, znana kot Porta della Riconoscenza, so bila naročena leta 1946 ob koncu nemške okupacije v Sieni. Kip Vica Consortija in ulitek Enrica Manfrinija, prizori na vratih predstavljajo poveličevanje Device, sienske zavetnice.
Na levem vogalnem slopu fasade je napis iz 14. stoletja, ki označuje grob Giovannija Pisana. Poleg fasade stoji steber s kipom Contrade Lupa, volkulje, ki doji Romula in Rema. Po lokalni legendi Senij in Ashij, sta Remova sinova in ustanovitelja Siene, zapustila Rim s kipom, ukradenim iz Apolonovega templja v Rimu.

## Notranjost
V notranjosti pade v oči slikovit učinek črno-belih marmornatih črt na stenah in stebrih. Črna in bela so barve civilnega grba Siene. Kapiteli stebrov v zahodnih obokih ladje so izklesani z alegoričnimi doprsnimi kipi in živalmi. V vodoravni oblogi okoli ladje in prezbiterija je 172 mavčnih doprsnih kipov papežev iz 15. in 16. stoletja, ki se začnejo s sv. Petrom in končajo z Lucijem III. Na spandrelih polkrožnih lokov pod tem vencem je doprsni kip 36 cesarjev. Obokana streha je okrašena v modri barvi z zlatimi zvezdami, ki nadomeščajo freske na stropu, formerete (polovična rebra) in tircerone (sekundarna rebra) pa krasijo bogato izdelani motivi.
Vitražno okroglo okno v koru je bilo izdelano leta 1288 po oblikovanju Duccia. Je eden najzgodnejših preostalih primerov italijanskega vitraja. Okroglo vitražno okno na fasadi je iz leta 1549 in predstavlja Zadnjo večerjo. To je delo Pastorina de 'Pastorinija.
Šestkotna kupola je kot zlato sonce zaključena z Berninijevo pozlačeno lanterno. Trompe l'oeil kasete so bile konec 15. stoletja pobarvane v modro z zlatimi zvezdami. Kolonado v bobnu krasijo podobe in kipi 42 patriarhov in prerokov, ki sta jih leta 1481 poslikala Guidoccio Cozzarelli in Benvenuto di Giovanni. Osem štukaturnih kipov v spandrelih pod kupolo sta leta 1490 izklesala Ventura di Giuliano in Bastiano di Francesco. Prvotno so bili polikromirani, kasneje, leta 1704, pa pozlačeni.
Poleg prvih dveh slopov sta dva kropilnika, ki ju je v letih 1462–1463 izklesal Antonio Federighi. Njun bazenček za blagoslov svete vode je bil kasneje prenesen v kapelo San Giovanni.
Marmorni oltar prezbiterija je leta 1532 zgradil Baldassarre Peruzzi. Ogromen bronast ciborij je delo Vecchietta (1467–1472, prvotno naročen za cerkev bolnišnice Santa Maria della Scala, preko trga in pripeljan v stolnico leta 1506). Ob straneh visokega oltarja so najvišji angeli mojstrovine Francesca di Giorgia Martinija (1439–1502).
Proti stebrom prezbiterija je osem kandelabrov v obliki angelov Domenica Beccafumija (1548–1550). Na stenah v apsidi je naslikal tudi freske, ki predstavljajo svetnike in raj. Te so bile delno prebarvane leta 1912. Za glavnim oltarjem je zelo velika slika Vnebovzetje Device Marije Bartolomea Cesija iz leta 1594. V prezbiteriju so tudi čudovite lesene korne klopi, izdelane med letoma 1363–1397 in podaljšane v 16. stoletju. stoletja. Prvotno je bilo več kot devetdeset teh, razporejenih v dve vrsti. Preostalih 36 je okronano z doprsnim kipom svetnika v koničasti niši. Njihovi hrbti so okrašeni z izrezljanimi ploščami, delo Fra’ Giovannija da Verone leta 1503.

## Prižnica
Prižnica je izdelana iz carrarskega marmorja, med koncem leta 1265 in novembrom 1268, oblikovali pa so jo Nicola Pisano in številni drugi umetniki. Ta prižnica izraža severnogotski slog, ki ga je sprejel Pisano, hkrati pa še vedno kaže svoje klasične vplive. Celotno sporočilo prižnice se nanaša na nauk o odrešenju in Poslednji sodbi. Na najvišji ravni sedem prizorov pripoveduje o Kristusovem življenju. Številne figure v vsaki sceni s svojim chiaroscúro učinkom kažejo na bogastvo površine, gibanja in pripovedi. Kipcih evangelistov in prerokov na srednji ravni oznanjujejo odrešenje človeštva. Prižnica je že najzgodnejše delo v stolnici. Stopnišče je iz leta 1543, zgradil pa ga je Bartolomeo Neroni. Istočasno so prižnico prestavili s kora na sedanjo lokacijo.

## Mozaična tla
Mozaični tla iz marmorja so ena najbolj okrašenih te vrste v Italiji, in pokrivajo celotno nadstropje stolnice. Dela so se izvajala od 14. do 16. stoletja in k temu je prispevalo približno štirideset umetnikov. Tla so sestavljena iz 56 plošč v različnih velikostih. Večina jih ima pravokotno obliko, poznejši v transeptu pa so šesterokotniki ali rombi. Predstavljajo sibile, prizore iz Stare zaveze, alegorije in vrline. Večina je še vedno v prvotnem stanju. Najzgodnejši prizori so bili narejeni s tehniko sgraffito: vrtanje drobnih lukenj in praskanje linij v marmor ter njihovo polnjenje z bitumnom ali mineralno smolo. V kasnejši fazi so uporabili črno, belo, zeleno, rdečo in modro marmornato inkrustacijo. Tudi ta tehnika marmornatega vložka se je v letih razvijala, končno pa je povzročila močan kontrast svetlobe in teme, kar ji je dalo skoraj sodobno impresionistično sestavo.
Nepokrita tla je mogoče videti le šest do deset tednov vsako leto, na splošno vključno z mesecem septembrom. Preostanek leta so tlaki blizu oltarja pokriti, ogledati pa si jih je mogoče le nekatere v bližini vhoda.
Najzgodnejša plošča je bila verjetno Kolo sreče (Ruota della Fortuna), postavljeno leta 1372 (obnovljeno leta 1864). Volkulja iz Siene z grbi konfederacijskih mest (Lupa senese e simboli delle città alleate) je verjetno iz leta 1373 (prav tako obnovljen leta 1864). Štiri vrline (Temperanza (zmernost), Prudenza (razumnost), Giustizia (pravičnost) in Fortezza (pogum)) in Usmiljenje (Misericordia) izhajajo iz leta 1406, kot je bilo ugotovljeno s plačilom markiza d'Adamo in njegovih delavcev. Bili so obrtniki, ki so izdelali kartone sienskih slikarjev.
Prvi znani umetnik, ki je delal na ploščah, je bil Domenico di Niccolò dei Cori, ki je bil vodja stolnice med letoma 1413 in 1423. Lahko mu pripišemo več panojev, kot so Zgodba o kralju Davidu, David psalmist ter David in Golijat. Njegov naslednik kot nadzornik Paolo di Martino je med letoma 1424 in 1426 dokolčal Zmaga Joshue in Zmaga Samsona nad Filistejci.
Leta 1434 je slavni slikar Domenico di Bartolo nadaljeval z novo ploščo Cesar Sigismund na prestolu (Imperatore Sigismundo in trono). Sveti rimski cesar Sigismund je bil v Sieni priljubljen, ker je tam deset mesecev prebival na poti v Rim zaradi kronanja. Ob tej plošči je kompozicija iz leta 1447 (verjetno) Pietra di Tommasa del Minella Smrt Asoloma (Morte di Assalonne).
Naslednja plošča je iz leta 1473: Zgodbe iz Juditinega življenja in Osvoboditev Betulije (Liberazione di Betulia) (verjetno) Urbana da Cortone.
Leta 1480 je bil Alberto Aringhieri imenovan za nadzornika del. Od takrat je shema mozaičnih tal začela resno napredovati. Med letoma 1481 in 1483 je bilo izdelanih deset plošč Sibil. Nekaj jih pripisujejo uglednim umetnikom, kot so Matteo di Giovanni (Samianska Sibila), Neroccio di Bartolomeo de' Landi (Helespontska Sibila) in Benvenuto di Giovanni (Albunenska Sibila). Kumejska, delfijska, perzijska in frigijska Sibila so iz rok nejasnega nemškega umetnika Vita di Marca. Eritrejsko Sibilo je prvotno izdelal Antonio Federighi, libijsko Sibilo slikar Guidoccio Cozzarelli, vendar sta bili obe temeljito prenovljeni. Velika plošča v transeptu Pokol nedolžnih (Strage degli Innocenti) je verjetno delo Mattea di Giovannija iz leta 1481. Spodnjo veliko ploščo, Izgon Heroda (Cacciata di Erode), je leta 1484-1485 zasnoval Benvenuto di Giovanni. Zgodba o Fortuni ali Gora vrline (Allegoria della Fortuna) avtorja Pinturicchia leta 1504 je bila zadnja, ki jo je naročil Aringhieri. Na tej plošči je tudi prikaz Sokrata.
Domenico Beccafumi, najslavnejši sienski umetnik svojega časa, je trideset let (1518–1547) delal kartone za tla. Polovico od trinajstih Prizorov iz Elijevega življenja v transeptu stolnice je zasnoval on (dva šesterokotnika in dva romba). Osem metrov dolg friz Mojzes udari vodo iz skale je izdelal leta 1525. Obrobno ploščo Mojzes na gori Sinaj je položil leta 1531. Njegov zadnji prispevek je bila plošča pred glavnim oltarjem: Izakova žrtev (1547).

## Umetniška dela
Dragocena umetniška dela stolnice, med njimi Donatellov Herodova pojedina, ter dela Berninija in mladega Michelangela, so izreden muzej italijanskega kiparstva. Oznanjenje s sv. Ansanom in sv. Margareto, mojstrovino gotskega slikarstva Simone Martini in Lippa Memmija, je krasilo stranski oltar cerkve do leta 1799, ko je bilo prestavljena v Uffizi v Firence.
Nagrobni spomenik kardinalu Riccardu Petroniju (Siena 1250 - Genova 1314, pravni svetovalec papeža Bonifacija VIII.) je med letoma 1317 in 1318 postavil sienski kipar Tino di Camaino. Očeta je nasledil kot mojster gradnje stolnice v Sieni. Marmorni spomenik v levem transeptu je najzgodnejši primer nagrobne arhitekture 14. stoletja. Sestavljen je iz bogato okrašenega sarkofaga, dvignjenega na ramenih štirih kipov. Nad sarkofagom dva angela razmakneta zaveso in razkrijeta kardinala, ki leži na smrtni postelji v spremstvu dveh angelov varuhov. Spomenik je okronan s spiralnim tabernakljem s kipi Madone z otrokom, svetega Petra in svetega Pavla.
Na tlaku pred tem spomenikom leži bronasti nagrobnik škofa Giovannija di Bartolomea Peccija, škofa Grosseta, ki ga je Donatello izdelal leta 1427. Prikazuje mrtvega predstojnika, ki je bil postavljen v konkavni stolp v zelo iluzionističnem nizkem reliefu. Pogled poševno s konca grobnice daje vtis tridimenzionalnosti. Prvotno se je nahajal pred velikim oltarjem, na današnjo lokacijo pa se je preselil leta 1506.
Stenska grobnica škofa Tommasa Piccolominija del Testa je postavljena nad majhnimi vrati, ki vodijo do zvonika. To je delo sienskega slikarja in kiparja Neroccia di Bartolomea de' Landija leta 1483.
Piccolominijev oltar, levo od vhoda v knjižnico, je delo langobardskega kiparja Andreje Bregna iz leta 1483. Ta oltarna slika je izjemna zaradi štirih skulptur v spodnjih nišah, ki jih je med letoma 1501 in 1504 naredil mladi Michelangelo: Sveti Peter, Sveti Pavel, sveti Gregor (s pomočjo asistenta) in sveti Pij. Na vrhu oltarja je Madona z otrokom, skulptura (verjetno) Jacopa della Quercia.
Veliko pohištva, relikviarijev in umetniških del je bilo odstranjenih v sosednji Museo dell'Opera del Duomo. Sem spada oltarna slika  Maestà Duccio di Buoninsegna, katere plošče so raztresene po vsem svetu ali izgubljene. Veliko Ducciovo vitražno okno originalne stavbe, je bilo med drugo svetovno vojno iz previdnosti odstranjeno zaradi strahu pred razbitjem bomb ali požara. Od takrat je v Duomo nameščena replika. Vitraj prikazuje tipično siensko religiozno temo - tri plošče smrti, Marijinega vnebovzetja in kronanja, obkroženi z najpomembnejšimi mestnimi zavetniki, svetim Ansanom, sv. Sabino, sv. Kresencijem in sv. Viktorjem, v štirih vogalih pa so štirje evangelisti.

## Kapela sv. Janeza Krstnika
Kapela sv. Janeza Krstnika se nahaja v levem transeptu. Na zadnji strani te kapele je sredi bogate renesančne dekoracije bronasti Donatellov kip sv. Janeza Krstnika. Na sredini kapele je krstilnik iz 15. stoletja. Toda najbolj impresivno v tej kapeli je osem fresk Pinturicchia, ki jih je naročil Alberto Aringhieri in jih je slikar naslikal med letoma 1504 in 1505. Dve freski sta bili prebarvani v 17. stoletju, tretja pa popolnoma zamenjana leta 1868. Prvotne slike v kapelo so: Rojstvo Janeza Krstnika, Janez Krstnik v puščavi in Janez Krstnik pridiga. Naslikal je tudi dva portreta: Aringhieri s plaščem reda malteških vitezov in Klečeči vitez v oklepu. Ta dva portreta nam kažeta zelo podrobno ozadje.

## Chigijeva kapela
Majhna Chigijeva kapela (ali Cappella della Madonna del Voto) se nahaja v desnem transeptu. Je zadnji, najluksuznejši kiparski dodatek Sienski stolnici in jo je leta 1659 naročil Sienčan Chigi, papež Aleksander VII. To krožno kapelo s pozlačeno kupolo je po baročnih zasnovah Giana Lorenza Berninija zgradil nemški arhitekt Johann Paul Schor, ki je nadomestil kapelo iz 15. stoletja. Na zadnji strani kapele je Madonna del Voto (privrženca Guida da Siene, 13. stoletje), ki je še danes zelo čaščena in vsako leto prejme poklon contrade. Na predvečer bitke pri Montapertiju (4. septembra 1260) proti Firencam se je mesto Siena posvetilo Madonni. Zmaga Sienčanov nad vsemi številnimi Florentinci je bila pripisana njeni čudežni zaščiti.
Dve od štirih skulptur iz marmorja v nišah je Bernini naredil sam: sveti Hieronim in Marija Magdalena. Druga dva sta sveta Bernardina (Antonio Raggi) in sveta Katarina Sienska (Ercole Ferrata). Osem marmornatih stebrov izvira iz Lateranske palače v Rimu. Bronasta vrata na vhodu so delo Giovannija Artusija.

## Piccolominijeva knjižnica
Stolnici je pridružena Piccolominijeva knjižnica, v kateri so dragocene iluminirane korne knjige in freske, ki jih je naslikal Umbrijec Bernardino di Betto, imenovan Pinturicchio, verjetno po Rafaelovih načrtih.
Freske pripovedujejo o življenju najljubšega sina Siene, kardinala Enee Silvia Piccolominija, ki je sčasoma postal papež Pij II. Bil je stric kardinala Francesca Todeschinija Piccolominija (takratni sienski nadškof in bodoči papež Pij III.), ki je to knjižnico naročil leta 1492 kot odlagališče knjig in rokopisne zbirke svojega strica. Strop je pokrit s poslikanimi ploščami mitoloških tem. Pinturicchio in njegovi pomočniki so jih naslikali med letoma 1502 in 1503.
Vhod je fino izrezljan marmornat spomenik z dvema odprtinama z okroglimi loki, ki ga je leta 1497 izdelal Lorenzo di Mariano. Vsebuje okrogli relief sv. Janeza Evangelista (verjetno) Giovannija di Stefana in pod oltarjem polikromirana Pieta kiparja Alberta di Betta da Assisija iz leta 1421. Nad tem marmornatim spomenikom je freska Kronanje papeža sv. Pija III., Pinturicchio leta 1504.
Sredi knjižnice je znameniti kip Tri gracije, rimska kopija grškega izvirnika.
Pinturicchio je cikel fresk okoli knjižnice naslikal med letoma 1502 in 1507, predstavljal je Rafaela in sebe v več njih. Ta mojstrovina je polna presenetljivih podrobnosti in živahnih barv. Vsak prizor v spodnjem besedilu razlaga v latinščini. Prikazujejo deset izjemnih dogodkov iz sekularne in verske kariere papeža Pija II., najprej kot visokega prelata, nato škofa, kardinala in končno papeža:
- Enea Silvio Piccolomini (ESP) odhaja na koncil v Basel. Nevihta v ozadju je prva v zahodni umetnosti.
- ESP, veleposlanik na škotskem dvoru
- Dvornega pesnika ESP je okronal cesar Friderik III.
- ESP predloži vlogo papežu Evgenu IV.
- ESP, škof v Sieni, seznani cesarja Friderika III. z njegovo bodočo nevesto Eleanoro Portugalsko pri Porta Camollia v Sieni.
- ESP leta 1456 prejme kardinalski klobuk
- ESP leta 1458 vstopi v Lateran kot papež
- Pij II. je v Mantovi sklical zbor knezov, da bi leta 1459 razglasil nov križarski pohod
- Pij II. je leta 1461 kanoniziral sveto Katarino Siensko
- Pij II. prispe v Ancono, da začne križarski pohod.

Pod freskami so razstavljeni psaltiri stolnične zakristije. Te izvrstne iluminacije avtorjev Liberale da Verona in Girolamo da Cremona so bile izvedene med letoma 1466 in 1478, kasneje pa so jih izvajali drugi sienski iluminatorji.

## Krstilnica
Za razliko od Firenc ali Pise Siena ni zgradila ločene krstilnice. Krstilnica se nahaja pod vzhodnimi oboki kora v stolnici. Notranjost je bila v glavnem zgrajena pod vodstvom Camaino di Crescentina in je bila končana okoli leta 1325. Glavna atrakcija je šesterokotni krstilnik, ki vsebuje skulpture Donatella, Jacopa della Quercia in drugih.
Tudi na tej ravni, pod stolnico, je izkopana grobnica, ki so jo izkopali v začetku leta 1999, v kateri so relikvije ključnih sienskih zavetnikov in freske iz 12. in 13. stoletja. Vanjo kuka majhna steklena odprtina v tleh levega transepta. Do kripte lahko obiskovalci dostopajo z vstopnico, kot je preostali del kompleksa. 

## Galerija
- Sienska stolnica
- Fasada, zvonik in steber
- Sienska stolnica
- Vitraj prikazuje Zadnjo večerjo
- Vitraj nad oltarjem prikazuje Življenje Marije
- Visoki oltar
- Notranjost stolnice
- Notranjost stolnice
- Talna plošča, Hermes Trismegistus
- Detajl intarzije Hermes Trismegistus
- Freske, prizor 5 in 6
- Freske, prizori 7-10 in Tri gracije
- Piccolominijeva knjižnica
- Notranjost stolnice
- Kupola
- Notranjost kupole